# IRC-klienter
IRC-klienter er klienter det bruges for at logge på IRC-netværket.

## Windows
- Bersirc
- dIRC
- HydraIRC
- Klient
- mIRC
- pIRCh
- Trillian
- vIRC
- XiRCON
- Microsoft Comic Chat
- SnoW Script

## UNIX-lignende systemer
- XChat
- BitchX
- IIRC
- ircII
- irssi
- Kopete
- KVIrc
- TalkSoup (of GNUstep)
- Zircon
- Konversation
- WeeChat

## Mac OS
- Fire
- ircle
- Minerva
- Snak
- ShadowIRC
- Colloquy

## AmigaOS
- AmIRC

## Tilgængelige til flere platforme
- ChatZilla
- Gaim
- jIRC
- XChat
- EPIC4
- Pidgin